# 腹燈離光魚
腹燈離光魚（学名：Woodsia meyerwaardeni）为輻鰭魚綱巨口鱼目光器鱼科的其中一種。分布於大西洋及太平洋區，包括澳洲、紐西蘭、阿根廷及烏拉圭等海域，屬深海魚類。